# Emmanuel Mbongo
Emmanuel Mbongo (Douala, 13 marzo 1993) è un calciatore camerunese, attaccante svincolato.

## Caratteristiche tecniche
È un centravanti.

## Carriera

### Club
Ha giocato con vari club della prima divisione camerunese (che ha vinto per 2 volte con il Cotonsport Garoua nei primi anni di carriera) e della prima divisione angolana (che ha vinto nel 2014 con la maglia del Recreativo do Libolo). Nel corso degli anni ha anche giocato a più riprese con il Desportivo Huíla, altro club della prima divisione angolana, categoria in cui ha militato anche con i Bravos do Maquis, oltre che con altri club della prima divisione camerunese.
Con il Cotonsport Garoua nel corso degli anni ha giocato anche varie partite in CAF Champions League (16 presenze e 2 reti totali, tutte comprese tra il 2010 ed il 2013).

### Nazionale
Ha partecipato al Campionato africano giovanile Under-20 2011 (chiuso con un secondo posto) ed ai Mondiali Under-20 del 2011, segnando una rete in 4 presenze in ciascuna di queste due competizioni.
Nel 2012 ha giocato una partita amichevole con la nazionale maggiore camerunese (pareggiata per 1-1 in casa contro l'Angola).

## Palmarès

### Club

#### Competizioni nazionali
- Campionato camerunese: 2

Cotonsport Garoua: 2010-2011, 2013
- Coppa del Camerun: 1

Cotonsport Garoua: 2011
- Girabola: 1

Recreativo do Libolo: 2014